# Tomáš Medveď
Tomáš Medveď (* 31. Dezember 1973 in Košice) ist ein slowakischer Fußballspieler und Fußballtrainer.

## Spielerkarriere

### Anfänge
Medveď begann mit dem Fußballspielen beim 1. FC Košice. Anschließend absolvierte er seinen Wehrdienst bei Dukla Banská Bystrica, wo er in der Saison 1992/93 noch in der damaligen ČSFR in der SNL (Slovenská národná futbalová liga), der damals zweithöchsten Spielklasse, debütierte. In der Hinrunde der Saison 1993/94 der slowakischen ersten Liga erzielte der hochgewachsene Angreifer in 16 Spielen drei Tore. Im Januar 1994 wechselte der Angreifer zum Ligakonkurrenten Inter Bratislava, wo ihm in zwei Jahren in 49 Spielen 13 Tore gelangen.

### Leihgeschäfte
Anfang 1996 wurde Medveď vom 1. FC Košice verpflichtet, für den er in der Rückrunde der Saison 1995/96 in zwölf Spielen ein Tor erzielte. Im Juli 1996 wechselte der Slowake auf Leihbasis zum tschechischen Erstligisten FC Petra Drnovice, doch schon Anfang September wurde er erneut verliehen, diesmal an den tschechischen Zweitligisten Svit Zlín. Für Zlín schoss Medveď in der Hinrunde der Saison 1996/97 in sieben Spielen vier Tore. Im Februar 1997 ging Medveď zurück in die Slowakei und spielte fortan auf Leihbasis für Chemlon Humenné, für den er in der Rückrunde der Spielzeit 1996/97 in 14 Spielen acht Treffer erzielte. Im Juli 1997 wechselte der Stürmer – erneut auf Leihbasis – zu Lokomotíva Košice, wo ihm bis September in fünf Spielen zwei Treffer gelangen.

### Wieder in Bratislava
Anschließend wechselte Medveď abermals den Verein und stand fortan für Slovan Bratislava auf dem Platz. Bei Slovan stand er ziemlich genau ein Jahr unter Vertrag, in der Saison 1997/98 schoss er in 25 Spielen acht Tore für die sogenannten Belasí.

### Artmedia Petržalka
Im September 1998 wurde Medveď vom Stadtrivalen Artmedia Petržalka verpflichtet. In der Spielzeit 1998/99 gelangen dem Angreifer sechs Tore für den Klub aus dem Stadtteil Petržalka. In der Saison 1999/2000 war Medveď mit 14 Treffern drittbester Torschütze der damaligen Mars superliga. Gemessen an der Zahl der geschossenen Tore war dies seine beste Saison in der slowakischen Liga.

### SSV Ulm 1846
Seine Leistungen für Artmedia brachten ihm im Juli des Jahres 2000 ein Engagement beim deutschen Zweitligisten SSV Ulm 1846 ein, der mit dem slowakischen Stürmer den Wiederaufstieg in die Bundesliga schaffen wollte. Allerdings konnte Medveď in Deutschland nie richtig überzeugen, in 23 Zweitligaspielen gelang dem Mittelstürmer nur ein Treffer beim 2:1-Auswärtssieg am ersten Spieltag beim MSV Duisburg.

### Zurück in Petržalka
Nachdem der Abstieg der Ulmer in den Amateurfußball feststand, absolvierte Medveď im Sommer 2001 mehrere Testspiele für den tschechischen Erstligisten FC Stavo Artikel Brno, kehrte aber schließlich zu Artmedia zurück. In der Saison 2001/02 traf er in 17 Spielen fünf Mal ins gegnerische Netz, in der Spielzeit 2002/03 in 28 Spielen sechs Mal.

### Torschützenkönig in Ungarn
2003 wechselte er nach Ungarn zu Videoton Székesfehérvár, für den er in der Saison 2003/04 sieben Tore schoss. Anschließend wechselte der Slowake zu Lombard Pápa. In Ungarn wurde er in der Saison 2004/05 mit 18 Toren Torschützenkönig.

### Ein halbes Jahr in China
Im Juni 2005 absolvierte Medveď ein Probetraining beim damaligen deutschen Zweitligisten Wacker Burghausen. Das zweite Halbjahr 2005 verbrachte Medveď dann aber in der chinesischen Super League bei Shenyang Ginde. Für die Mannschaft aus Guangzhou erzielte der Slowake in 13 Spielen fünf Tore.

### Rückkehr in die Slowakei
Ab 2006 spielte Medveď wieder in seiner slowakischen Heimat und stand bei Dukla Banská Bystrica unter Vertrag. Für den Verein, bei dem er seinen Wehrdienst abgeleistet hatte, erzielte er in der Saison 2006/07 fünf Tore. Seine Spielerkarriere beendete er zunächst nach einem Engagement beim FC Senec, für den der Stürmer in der Rückrunde der Saison 2007/08 auf Torejagd ging, wobei ihm zwei Tore gelangen. Seit 2014 ist er als Spielertrainer beim FC Petržalka Akadémia aktiv.

### Erstligatore und U-21-Einsätze
In seiner Karriere hat der Stürmer 103 Erstligatore erzielt. Medveď hat außerdem zwei Länderspiele für die Slowakische U-21-Nationalmannschaft bestritten.

## Trainerkarriere
Medveď begann seine Trainerlaufbahn bei der B-Mannschaft von Artmedia Petržalka. Anschließend trainierte die U19 des zwischenzeitlich in MFK Petržalka umbenannten Vereins und war verantwortlich für die Juniorenabteilung. Ab Anfang 2010 arbeitete Medveď als Co-Trainer bei der ersten Mannschaft. Im Sommer 2012 wurde Medveď Trainer beim FK Rača, den er bereits nach der Hinrunde verließ, um zu LP Domino Bratislava zu wechseln. Im Sommer 2013 wechselte er zurück auf die Trainerbank des FC Petržalka 1898. Seit 2014 ist er Spielertrainer beim Nachfolgeverein vom FC Petržalka 1898, dem FC Petržalka Akadémia.